# Dyscritobaeus comitans
Dyscritobaeus comitans är en stekelart som beskrevs av Perkins 1910. Dyscritobaeus comitans ingår i släktet Dyscritobaeus och familjen Scelionidae. Inga underarter finns listade i Catalogue of Life.